# Descendez, on vous demande
Pour plus de détails, voir Fiche technique et Distribution.
Descendez, on vous demande est un film français réalisé par Jean Laviron et sorti en 1951.

## Synopsis
Le 24 juin 1940, Sylvette de Vignolles a fait la connaissance de trois lieutenants (Francis, Gilbert et Charley) en cantonnement dans sa maison de Clairefontaine pendant la débâcle. La liaison amoureuse qu'elle a ébauchée avec l'un d'eux, barbu, a été aussitôt interrompue par le repli des troupes françaises, mais elle a fait le serment de l'épouser s'il revenait le jour anniversaire de leur brève rencontre.
Peu après, Sylvette a été mariée à son vieux voisin, Léonard de Vignolles, par son père, soucieux de la "caser". Propriétaire d'une carrière de pierres et peintre amateur pendant ses heures de loisirs, Léonard est un coureur de jupons nullement épris de son épouse.
Après avoir été détenus pendant cinq ans dans le même Oflag, les trois lieutenants se rendent séparément chez Sylvette le jour de la Saint-Jean 1946, tous porteurs d'un collier de barbe, pour lui demander de tenir sa promesse, car celui qui était l'élu de son cœur, Francis, a commis l'imprudence de confier tous les détails de sa brève liaison à ses deux compagnons de captivité, et ceux-ci ont décidé de profiter de l'aubaine.
Le temps ayant passé, Sylvette est incapable de déterminer quel lieutenant dit la vérité…, jusqu'au jour où Francis se souvient du décor peint au plafond de sa chambre : un détail qu'il n'avait pas raconté aux deux mystificateurs. Recruté comme associé par le mari de Sylvette pour gérer ses domaines, Francis pourra enfin convoler avec sa dulcinée car d'un commun accord, Sylvette et Léonard de Vignolles ont décidé de faire annuler leur mariage, non consommé.

## Fiche technique
- Réalisation : Jean Laviron
- Scénario : Jean Laviron d'après une pièce de Jean de Letraz
- Décor : Rino Mondellini
- Photographie : André Germain
- Musique : Daniel White
- Montage : Jeannette Berton
- Société de production : Eole Productions
- Production : Georges André et Émile Darbel
- Société de distribution : Filmsonor
- Pays :  France
- Format : Noir et blanc - 1,37:1 - 35 mm - Son mono
- Genre : Comédie
- Durée : 89 minutes (1 h 29)
- Dates de sortie : 
  - France : 17 août 1951
- Affiche : Jacques Bonneaud (France)

## Distribution
- Daniel Clérice : le lieutenant Francis Arvel
- Noëlle Norman : Sylvette de Vignolles
- Jean Tissier : Léonard de Vignolles, époux de Sylvette
- Paulette Dubost : Irène Fortuny
- Pauline Carton : Ursule, la bonne
- Jacques Dynam : le lieutenant Gilbert Savignac
- Jean-Jacques : le lieutenant Charley
- Christiane Sertilange : la campeuse Loulou
- Grillon : Le camionneur